# Lunathyrium gordonii
Lunathyrium gordonii là một loài dương xỉ trong họ Athyriaceae. Loài này được Brownlie mô tả khoa học đầu tiên năm 1977.
Danh pháp khoa học của loài này chưa được làm sáng tỏ. 